# 小行星5811
小行星5811（英語：5811 Keck）是一颗围绕太阳公转的小行星。1988年5月19日，埃莉諾·赫琳在帕洛马山发现了此天体。
这颗小行星的绝对星等为96.4564609037232等。